# アラブドリフト
アラブドリフト（英: Tafheet, タフィート）とは、アラブ諸国で行われている危険なドリフト走行のことである。日本ではサウジドリフトや中東ドリフト、英字表記ではSaudi Drift、KSA Driftなどとも呼ばれる。

## 概要
主に広い直線道路上で、左右交互に高速で車をドリフトさせる行為である。時には箱乗りやSUVでの片輪走行などを行うこともある。中東諸国では特にサウジアラビアで人気があり、ここからサウジドリフトという名前が日本で広まった。本国ではタフヒート、タフィート（tafheet）やハグワラ（hagwala）と呼ばれる事が多い。1970年代から流行した。
主にこの遊びに興じているのは王族である。王族は法律により取り締まられることがなく、莫大な財産に対して娯楽が少ないこともあり、アラブドリフトは貴族の遊びとして流行している。

## 危険性
一般道で行うことが多く、当然周りには他の車両や通行人などがおり、事故に繋がるケースも少なくない。しかし通行人が多い場所で優れた技を披露すれば、動画投稿サイトなどで話題となり、「英雄」のようになることができるため、危険行為を行うものは後を絶たない。なお、日本では道路交通法によりこのような行為は規制されている。また、中にはドリフトをしながらアサルトライフルの1つであるAK-47を発射する者や、片輪走行をしながら同乗者がタイヤを装着する者もおり、危険性は年々増加している。そのため以前は1年以下の懲役と罰金のみで済んでいたが、現在では10年の懲役や鞭打ちを課されることも少なくない。なお、日本人を始めとする外国人が同様の行為を行うと厳重に処罰されると言われている。

## 主な車両
ほとんどが中流（Dセグメント）の一世代前のFFセダン、あるいはトヨタ・ランドクルーザーである。これはレンタカーを借りているためである。また、使われるのは基本的に日本製（主にトヨタ・ホンダ・日産）、韓国製（ヒュンダイ・起亜）、アメリカ製（クライスラー（ダッジ）・シボレー）の自動車である。その中でも主な車両を挙げていく。
- トヨタ・カムリ
- ホンダ・アコード
- ホンダ・インスパイア[5][6]
- ヒュンダイ・ソナタ
- シボレー・クルーズ
- キア・マジェンティス
- マツダ・アテンザ
- トヨタ・ランドクルーザー(70系）
- トヨタ・ハイラックス
- 日産・スカイライン（R31）
- ダッジ・チャージャー
- クライスラー・300C